# Ruth Reed
Ruth Reed es una arquitecta Inglesa y fue la primera mujer elegida para presidir Real Instituto de Arquitectos británicos (RIBA) durante el período 2009-2011.
Reed abrió su despacho, Reed Arquitectos, en mid-Gales en 1992, especializándose en proyectos de auto construcción. También trabajo en la enseñanza y desde 2006 fue Directora del curso Diploma de Posgrado en Práctica Arquitectónica en la Escuela de Arquitectura de Birmingham.
Fue Presidenta de la Sociedad Real de Arquitectos en Gales (RSAW) de 2003 a 2005. El 1 de septiembre de 2008 fue elegida como presidenta del RIBA, el cual describe como "un gran honor y privilegio". Planeó dividir su tiempo entre su piso de RIBA en Londres y su casa en Birmingham. Más tarde, Reed dijo que prefería "un cabildeo más medido y discreto" y ha comentado directamente las preocupaciones de la profesión a Michael Gove, Lord Canciller de Gran Bretaña y secretario de Estado de Justicia. Terminó su período presidencial por criticar públicamente la estrategia del Gobierno de Escuelas Libres.